# Дыбский, Евгений Юрьевич
Евгений Юрьевич Дыбский (род. 24 января 1955, Констанца, Румыния) — современный художник. Живет и работает в Берлине. Живопись Дыбского построена на конструкции нелинейного визуального пространства и столкновении разнородных материалов. С 1985 года Дыбский работает сериями. С 1992 года дает им название «Translation of Time» («Трансляция времени») и последовательно нумерует их от I-й (1992-1993 г.г.) до на сегодняшний день XVII-й (2013-2022).

## Биография
Родился в Румынии, где в то время работали его родители. Вырос в городе Павловский Посад. В 1978 году закончил Московское государственное академическое художественное училище памяти 1905 года затем факультет графики Московского художественного института имени В. И. Сурикова (1984). 
Несмотря на насаждаемый в позднесоветском художественном образовании канон реализма, рано пришел к нефигуративности. Еще будучи студентом, стал известен в московских художественных кругах благодаря участию в неподцензурных однодневных выставках, а также в XV-ой Московской молодежной выставке 1983 года. Был одним из инициаторов, организаторов и участников однодневной выставки в Московском Доме Художника на Кузнецком мосту, ставшей ключевым событием московской художественной жизни весны 1984 года. На выставке выставлялся вместе с художниками Львом Табенкиным, Максимом Кантором, Захаром Шерманом, Иваном Лубенниковым, Александром Щербининым.

С 1985 года тесно общался с кругом поэтов метареалистов и, в первую очередь, с Алексеем Парщиковым. Ранние нефигуративные работы Евгения Дыбского, основанные на крымских пейзажах, комментировались как «метаметафорические» или «метареалистические». Алексей Парщиков позже описывал специфику живописи Дыбского так:
«Цветовые плоскости соединяются по принципу монтажа — их фактуры образуют сгущения, цвет кажется передвигающимся по разным уровням глубины: заныривает, просачивается, ползет, выходит на поверхность, скользит по ней, обрывается и переламывается на непредсказуемые производные. Высота ребра рамы такова, что картина выглядит как экспонат под стеклом. Это еще раз подчеркивает ее объектность, ведь стекло включается в прием репрезентации, фактически работает как прозрачный занавес, за которым открывается не абстракция, а непосредственная реальность пойманного и сохраненного вещественного образа.»
В 1987 году началась интернациональная выставочная карьера Дыбского. Состоялись выставки в Galerie de France, Paris, Costakis Collection, Athen, Imatra Festival, Kaj Forsblom Galerie, Helsinki и др. В 1988 году работы Дыбского были проданы на первом советском аукционе Sotheby’s. В 1990 году по приглашению миланского галериста Джорджо Маркони Дыбский переехал в Италию и сотрудничал с его галереей. 
В 1995 году переехал в Кельн, где жил и работал до 2008 года. В эти годы работы становятся еще менее фигуративными, почти минималистическими и монохромными.

В 2006 году, после новой встречи с отреставрированными фресками Джотто в Капелле Скровеньи в Падуе, начал «Джотто Проект» («Translation of Time XVI. Giotto Project», 2007-2013). Сам художник так комментировал эту серию: 
«Нам свойственно наделять объекты нашей любви собственными фантазиями, в том числе и фантазиями формы. Я начал сублимировать моего падуанского Джотто на холстах в натуральную величину фресок. Конечно это «мой Джотто», с присущими моей живописи особенностями. Эти особенности возникли за длительные годы работы, и это последовательное развитие для меня самого. Но эти особенности моих работ формировались все эти годы и под влиянием особенностей Джоттовских.»
В 2013 году Дыбский приступил к новому проекту «Translation of Time XVII / Tintoretto Included» и продолжает его вплоть до 2022 года. Эта серия является диалогом как с конкретными работами Якопо Тинторетто, так и с собственными chiaroscuro находками Дыбского в пейзаже, интерьере, фигуре, превращающими традиционные свет и тень в набор различных структур и материалов.
Евгений Дыбский является почетным членом Российской Академии Художеств.
В 2003 году выставлялся в Третьяковской галерее, где были представлены работы разных лет из серий Translation of Time IV, VIII, IX и X («Translationы of Time»). Серия Translation of Time XII была показана в 2005 году в Московском музее современного искусства («Евгений Дыбский. Живопись 2004-2005»). Проект Дыбского Translation of Time XVI демонстрировался в Музее Людвига, Кобленц, Германия в 2009 году («Giotto Project / Work in Progress») и Московском музее современного искусства в 2013 году («Giotto Project»).

###### Избранные персональные выставки
- 1988  Evgeni Dybsky. Kaj Forsblom Gallery, Хельсинки
- 1990  Evgeni Dybsky. Boibrino Gallery, Стокгольм
- 1991  Evgeni Dybsky. Galerie Von Loeper, Гамбург, Германия
- 1993  Evgeni Dybsky. Galleria Seno, Милан, Италия
- 1994  Evgeni Dybsky. International Images Gallery, Питтсбург, США
- 1996  Еvgeni Dybsky. Galleria Seno, Милан, Италия
- 1998  Evgeni Dybsky. Galerie Rackey, Бад-Хонефф, Германия
- 1999  Evgeni Dybsky. Stiftung Burg Kniphausen, Вильгельмсхафен, Германия
- 2001  Evgeni Dybsky. Galleria Filisetti Arte Contemporanea, Крема, Италия
- 2002  Evgeni Dybsky. Galerie Stracke, Кёльн, Германия
- 2003  Евгений Дыбский. Живопись 1997-2002 Государственная Третьяковская галерея, Москва («Translations of Time»)[3][4])
- 2004  Evgeni Dybsky. Rheinisches Landesmuseum, Бонн, Германия
- 2005  Evgeni Dybsky. Museum Synagoge Gröbzig, Грёбциг, Германия
- 2005  Евгений Дыбский. Живопись 2004-2005. Московский музей современного искусства, Москва
- 2006  Memories. Galerie Sandmann, Берлин
- 2008  Евгений Дыбский, Игорь Вулох. Галерея RuArts, Москва
- 2008  Evgeni Dybsky. Kunst aus Nordrhein-Westfallen, Ахен, Германия
- 2008  Evgeni Dybsky. Gallery Filisetti Arte Contemporanea, Караваджо, Италия
- 2008  Евгений Дыбский. Paperworks Gallery, Москва
- 2009  Evgeni Dybsky. Museum Ludwig, Кобленц, Германия
- 2009  Museum Synagoge Gröbzig, Грёбциг, Германия
- 2013  Giotto Project. Московский музей современного искусства, Москва[5][6]

###### Избранные групповые выставки
- 1987 Costakis Collection, Афины
- 1987 Galerie de France, Париж
- 1988 Studio Marconi, Милан
- 1988 Городу и миру. Центральный Дом художника, Москва
- 1989 Transformation. Camden Art Center, Лондон
- 1990 The Quest for Self-Expression. Columbus Museum of Art, Колумбус, США
- 1990 5+1 Pintores de Moscovo. Fundacao de Serralves, Порто, Португалия
- 1991 The Quest for Self-Expression. Weatherspoon Art Gallery, Arkansas Art Gallery, Low Art Museum, Арканзас, США
- 1994 NO! – and the Conformists. Fundacja Polskiej Sztuki Nowoczesnej, Варшава и Государственный Русский музей, Санкт-Петербург
- 1995 Oltre la grande soglia. Castello San Giorgio, Орцинуови, Италия
- 1996 Kunsthalle Henri Nannen, Эмден, Германия
- 2000 Inventario del Secolo. Villa San Carlo Borromeo, Сенаго, Италия
- 2001 Абстракция в России. XX век. Государственный Русский музей, Санкт-Петербург
- 2004 Autobiografia di una galleria. Lo Studio Marconi 1965 / 1992. Fondazione Marconi, Милан,Италия
- 2005 Коллаж в России. XX век, Государственный Русский музей (корпус Бенуа)
- 2007 Invitation II. Borzo modern and contemporary art, Амстердам
- 2008 Трансляция времени, RuArts Gallery, Москва
- 2008 Suspended, Neues Kunstforum, Кельн

###### Работы находятся в собраниях
- Государственный Эрмитаж
- The Jane Voorhees Zimmerli Art Museum, Нью-Брунсвик, США
- Государственный Русский музей, Санкт-Петербург
- Московский музей современного искусства, Москва
- Kunsthalle Stiftung Henri Nannen, Эмден, Германия
- Fondazione Marconi, Милан, Италия
- Kunstsammlung Nordrhein-Westfalen, Аахен, Германия
- Museo d’Arte Moderna e Contemporanea di Trento e Rovereto, Роверето, Италия
- Stella Art Foundation, Москва
- Музей истории и реконструкции Москвы, Москва
- Fondazione Biscozzi | Rimbaud, Лечче, Италия

## Статьи о художнике
- Парщиков, Алексей: О выставке Евгения Дыбского в боннском музее Рейнской земли // Вестник Европы, № 11, 2004
- Адашевская, Лия: Translation of Time XII // Диалог искусств. — 2006. — № 2. — с. 30-34
- Турчина, Ольга: GIOTTO PROJECT // Диалог искусств. — 2014. — № 1. — С. 32-33
- Левкин, Андрей: Коснуться там, где и когда надо коснуться